# Since U Been Gone
Since U Been Gone – utwór amerykańskiej piosenkarki Kelly Clarkson z jej drugiego albumu studyjnego Breakaway (2004). Tekst stworzyli Max Martin i Dr. Luke, którzy także wyprodukowali piosenkę, wydaną na singlu 16 listopada 2004 roku.

## Tło
„Since U Been Gone” to piosenka popowa w której słychać elektroniczne brzmienia z domieszką rocka alternatywnego. Martin początkowo miał zamiar napisać piosenkę dla innej wokalistki Pink, lecz ona odrzuciła propozycję. Kolejną artystką przez którą utwór miał być nagrany była Hilary Duff, która także odmówiła, twierdząc że nie osiągnął by on popularności. Ostatecznie Kelly spodobała się piosenka, lecz zmieniła jej aranż m.in. użyła cięższych gitar i bębnów. „Since U Been Gone” był ostatnim utworem nagranym na album Breakaway. Sam tekst mówi o zakończeniu związku przez piosenkarkę z kobiecego punktu widzenia.

## Osiągnięcia
Utwór zebrał pozytywne recenzje od krytyków muzycznych, którzy uważali go za punkt kulminacyjny albumu. Krytycy byli zdania, że jest to jeden z najlepszych utworów popowych nagranych w przeciągu ostatniej dekady. Singel odniósł duży sukces na listach przebojów, jak i pod względem komercyjnyn. W Stanach Zjednoczonych zadebiutował na drugiej pozycji na liście Billboard Hot 100. Dotarł do szczytu notowania Pop 100, gdzie przebywał przez sześć tygodni, oraz na Top 40 Mainstream, gdzie przebywał tydzień dłużej. Singel został certyfikowany platyną przez RIAA za sprzedaż 1 mln kopii. Dotarł do pierwszej piątki notowań w krajach takich jak Austria, Australia, Irlandia, Holandia i Wielka Brytania. Dotarł też do pierwszej dziesiątki w Norwegii, Niemczech i Szwajcarii.

## Teledysk
Teledysk towarzyszący piosence został wyreżyserowany przez Alexa Da Rakoffa. Przedstawia on Kelly przebywającą w mieszkaniu byłego chłopaka, która pod jego nieobecność, niszczy jego rzeczy, gdy dowiaduje się o zdradzie. Sceny są przeplatane z Kelly śpiewającą ze swoim zespołem. Klip był nominowany do trzech nagród MTV w 2005 roku w kategoriach Najlepszy wideoklip kobiecy i Najlepszy popowy wideoklip.

## Wykonania na żywo
Clarkson wykonała piosenkę podczas rozdania nagród MTV Video Music Awards w 2005 roku i podczas BRIT Awards w 2006. Utwór był również wykonywany podczas tras koncertowych My December Tour, All I Ever Wanted Tour i Stronger Tour. Podczas 48. Grammy Awards piosenka zdobyła główną nagrodę w kategorii Najlepszy kobiecy występ pop.

## Covery
Piosenka była wielokrotnie coverowana przez wielu artystów i zespołów m.in. rockowy zespół A Day to Remember, wokalistę Teda Leo czy kanadyjską grupę Tokyo Police Club.

## Notowania (koniec 2005)
| Lista (2005)                     | Najwyższa pozycja |
| -------------------------------- | ----------------- |
| Australian Singles Chart         | 22                |
| Austrian Singles Chart           | 42                |
| Belgian Singles Chart (Flandria) | 85                |
| Dutch Top 40                     | 74                |
| European Hot 100 Singles         | 51                |
| German Singles Chart             | 63                |
| Swedish Singles Chart            | 76                |
| Swiss Singles Chart              | 59                |
| UK Singles Chart                 | 30                |
| US Billboard Hot 100             | 4                 |
| US Billboard Pop 100 Songs       | 1                 |

## Lista utworów
CD Single
1. „Since U Been Gone” (radio edit) – 3:08
2. „Since U Been Gone” (AOL live version) – 3:16

CD Maxi single
1. „Since U Been Gone” (radio edit) – 3:08
2. „Since U Been Gone” (AOL live version) – 3:16
3. „Miss Independent” (AOL live version) – 5:12
4. „Since U Been Gone” (Enhanced CD video) – 3:10

Dance Valut Mixes
1. „Since U Been Gone” (Jason Nevins Rock da Edit) – 3:20
2. „Since U Been Gone” (Jason Nevins Ambient) [Candlelight Mix] – 3:29
3. „Since U Been Gone” (Jason Nevins Club Mixshow) – 5:34
4. „Since U Been Gone” (Jason Nevins Club) – 7:39
5. „Since U Been Gone” (Jason Nevins Dub) – 7:20
6. „Since U Been Gone” (Jason Nevins Radio Edit Instrumental) – 3:50
7. „Since U Been Gone” (Jason Nevins Radio Edit Acappella) – 3:37
8. „Since U Been Gone” (Jason Nevins Reprise) – 5:11